# East Aurora
East Aurora è un villaggio della contea di Erie nello Stato di New York, negli Stati Uniti, a sud-est di Buffalo. Si trova nella parte orientale della città di Aurora. La popolazione del villaggio era di 5 998 al censimento del 2020. Fa parte dell'area statistica metropolitana di Buffalo-Niagara Falls. Nel 2015, East Aurora è stata valutata da Niche come la terza città migliore per crescere una famiglia nello Stato di New York. Secondo il National Council of Home Safety and Security, è anche tra i posti più sicuri in cui vivere nello Stato di New York (1º posto, 2018).

## Geografia fisica
Secondo l'Ufficio del censimento degli Stati Uniti, ha una superficie totale di 2,52 mi² (6,53 km²).

## Storia
Il villaggio fu fondato nel 1804 e incorporato nel 1874. Prima di diventare presidente degli Stati Uniti, Millard Fillmore visse a East Aurora con sua moglie Abigail dal 1826 al 1830. La casa che costruì  nei dintorni all'inizio della sua carriera politica è attualmente gestita dall'Aurora Historical Society. La struttura, risalente al 1825, è stata restaurata in quel periodo e sono presenti anche alcuni dei mobili originali appartenenti a Fillmore, nonché oggetti degli anni presidenziali di Fillmore. La casa si trova attualmente in 24 Shearer Avenue nel villaggio di East Aurora.
Anche il fondatore del Movimento Roycroft, Elbert Hubbard, visse lì durante la fine del XX secolo. Hubbard e sua moglie morirono a bordo della RMS Lusitania nel 1915. Uno dei monumenti più famosi della città, il Roycroft Inn, era una tipografia di proprietà di Hubbard, che venne convertita in locanda nel 1905 per accogliere l'afflusso di visitatori famosi attratti dalle idee di Hubbard, così come i libri, i mobili in stile missionario e gli oggetti in metallo prodotti dai 500 artigiani della Roycroft nel campus di South Grove Street Roycroft. Il Roycroft Campus ha ottenuto lo status di monumento nazionale nel 1986. Il Roycroft Inn è stato riaperto nel giugno 1995 grazie al sostegno della Margaret L. Wendt Foundation. La locanda è stata completamente restaurata ed è aperta al pubblico per ristorazione e pernottamento. L'Elbert Hubbard Museum su Oakwood Avenue presenta una vasta collezione di libri della Roycroft e pezzi di Arts & Crafts.
East Aurora è anche il luogo di nascita e sede della Fisher-Price. Dal 1987 al 2007 il villaggio e il Toy Town Museum (un'organizzazione indipendente senza scopo di lucro situata nel campus della Fisher-Price) hanno tenuto il Toyfest Festival, che includeva la sfilata della Toyfest con repliche giganti di classici giocattoli della Fisher Price. L'evento di tre giorni si svolgeva solitamente all'Hamlin Park e comprendeva un parco divertimenti, attrazioni circensi e un'area giochi della Fisher-Price dove i bambini potevano giocare con una varietà di giocattoli.
In città visse il primo proprietario dei Buffalo Sabres, Seymour H. Knox III. La Knox Estates, ora conosciuta come Knox Farm, è un parco statale di New York di 633 acri (2,56 km²). Si trova al confine nord-ovest del villaggio.
Ad East Aurora si trova la sede principale della Moog Inc. Moog è un'azienda specializzata nella progettazione e produzione di controlli di movimento e fluidi e sistemi di controllo per applicazioni nei settori aerospaziale, della difesa, industriale e dei dispositivi medici. L'azienda opera in tre settori: controlli aerei, controlli spaziali e di difesa e sistemi industriali.
La Millard Fillmore House, la George and Gladys Scheidemantel House e il Roycroft Campus fanno parte del National Register of Historic Places. La famiglia Adams furono i primi coloni a rimanere un inverno ad East Aurora nel 1804 e la fattoria di famiglia si trova ancora oggi su Olean Road.

## Società

### Evoluzione demografica
Secondo il censimento del 2010, la popolazione era di 5 998 abitanti.